# جرذ الغابات الفلبيني
جرذ الغابات الفلبيني (الاسم العلمي: Rattus everetti) (بالإنجليزية: Philippine Forest Rat)‏ هو نوع من الحيوانات يتبع جنس الجرذ من الفصيلة الفأرية.